# Reighardia lomviae
Reighardia lomviae is een kreeftachtigensoort uit de familie van de Reighardiidae. De wetenschappelijke naam van de soort is voor het eerst geldig gepubliceerd in 1975 door Dyck.